# Николай Ширман
Николай Вилхелмович (Василиевич) Ширман (на руски: Николай Вильгельмович (Васисьевич) Ширман) е руски офицер, щабс-капитан от Лейбгвардейски Павловски полк, участник в Руско-турската война (1877 – 1878) и битката при Горни Дъбник.

## Биография
Николай Ширман е роден през 1845 г. в дворянски род от Естляндска губерния на Руската империя. Има православно вероизповедание. Получава образование в Първо Павловско военно училище. Завършва курса от първи разряд 20-годишен и през 1865 г. постъпва на служба като подпоручик в 1-ви пехотен Невски полк.  Скоро+ е прикомандирован в Лейбгвардейски Павловски полк, а през октомври 1867 г. е зачислен в него. Издига се последователно във военната кариера в чин поручик и щабс-капитан. Включва се в Руско-турската война (1877 – 1878). След завръщане от командировка, настига полка си на 2 октомври при село Царевец. Поверено му е командването на престижната 1-ва рота (ротата на Негово Величество), а полкът му е насочен към турските редути при Горни Дъбник.

## Смърт
В битката при Горни Дъбник на 12/24 октомври 1877 г., начело на своята рота, атакува Големия турски редут от юг. Заедно с полковник Константин Рунов е сред първите, които достигат до предните турските траншеи. Двамата загиват при разрив на снаряд, изстрелян по погрешка от собствената артилерия. Тялото на Рунов е разкъсано отстрани чак до врата и веднага е изнесено на платнище. Съдбата към Ширман е още по-жестока. Щабс-капитанът лежи полужив с разкъсан корем и откъснат десен крак. Нечовешките страдания го карат да моли за револвер за да се самоубие. Никой не желае да изпълни молбата му и Ширман умира в жестоки мъки след два часа.

## Гроб
На 13 октомври във вътрешността на Големия турски редут са изкопани един до друг два рова към които носят телата на убитите и починалите от раните. В единия гроб са поставени телата на офицерите: полковник Рунов, капитаните Ширман и Баталин и подпоручиците Мамаев 3-ти и Полонский, а в другия 17 нисши чина. Понеже липсва свещеник, над могилите, вместо панихида, полковият адютант прочита „Отче наш“.

## Памет
Името на Николай Ширман е изписано върху паметната плоча над гроба му в братската могила на Лейбгвардейски Павловски полк в Големия турски редут в Горни Дъбник.

## Галерия
- Паметникът на Николай Ширман
- Стара гравюра на паметника на Ширман
- Поглед към паметника откъм Големия редут
- Паметната плоча на паметника
- Надписът на плочата